# Svenska serien i ishockey 1936/37
Die Saison 1936/37 war die zweite Spielzeit der Svenska serien i ishockey, der höchsten schwedischen Eishockeyspielklasse. Meister wurde AIK Solna. Der Reymersholms IK und UoIF Matteuspojkarna stiegen in die zweite Liga ab.

## Modus
In der Hauptrunde absolvierte jeder der acht Mannschaften insgesamt 14 Spiele. Der Erstplatzierte der Hauptrunde wurde Meister. Die beiden Letztplatzierten stiegen direkt in die zweite Liga ab. Für einen Sieg erhielt jede Mannschaft zwei Punkte, bei einem Unentschieden gab es einen Punkt und bei einer Niederlage null Punkte.

## Hauptrunde
|    | Klub                 | Sp | S  | U | N  | T  | GT | Punkte |
| -- | -------------------- | -- | -- | - | -- | -- | -- | ------ |
| 1. | AIK Solna            | 14 | 13 | 1 | 0  | 44 | 5  | 27     |
| 2. | Hammarby IF          | 14 | 11 | 2 | 1  | 31 | 9  | 24     |
| 3. | Södertälje IF        | 14 | 7  | 3 | 4  | 25 | 15 | 17     |
| 4. | IK Göta              | 14 | 6  | 3 | 5  | 27 | 19 | 15     |
| 5. | Södertälje SK        | 14 | 5  | 2 | 7  | 20 | 21 | 12     |
| 6. | Tranebergs IF        | 14 | 4  | 1 | 9  | 12 | 29 | 9      |
| 7. | Reymersholms IK      | 14 | 3  | 1 | 10 | 10 | 41 | 7      |
| 8. | UoIF Matteuspojkarna | 14 | 0  | 1 | 13 | 8  | 38 | 1      |

Sp = Spiele, S = Siege, U = Unentschieden, N = Niederlagen